# Dichagyris exacta
Dichagyris exacta là một loài bướm đêm thuộc họ Noctuidae. Nó là loài đặc hữu ở đồng bằng Nga.